# Quilon (district)
Le district de Quilon est l'un des quatorze districts de l'État du Kerala en Inde. 

## Géographie
Le district est au sud de l’État et est côtier de la Mer des Laquedives avec Nindakara comme port principal jusqu'aux Ghats occidentaux. Son chef-lieu est la ville de Quilon. Le district est d'une superficie de 2 492 km2 dont près d'un tiers est couvert par le lac de Sasthamkotta.
Sa population de 2 635 575 habitants, est rurale à 54,95 %.

### Climat
D'une température stable au cours de l'année, entre 25 et 32 °C  de moyenne, sous ce climat tropical, la mousson est présente entre juin et septembre.

### Végétation
Le district est l'un des plus grands centres de production de la noix de cajou, elle abrite aussi la  réserve de biosphère d'Agasthyamalai, les marais de Ashtamudi et un projet d'écotourisme à Thanmala.

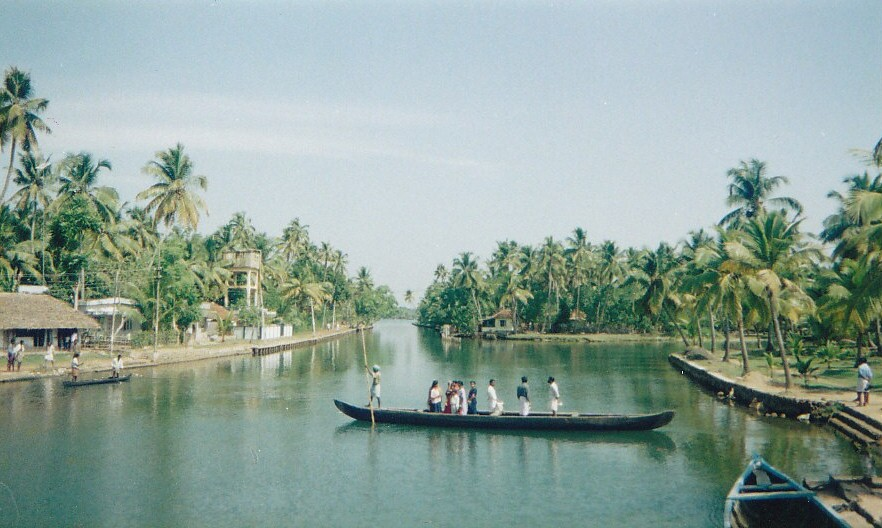
Lagunes à Quilon.
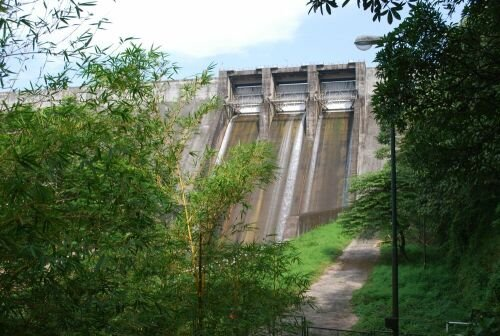
Le barrage de Thanmala.

### Irrigation
Les deux principaux cours d'eau sont l'Ithikkara et la Kallada, cette dernière est aménagée par le barrage de Thenmala.

## Administration
Le district de Kollam est depuis 1957 une subdivision du Kerala et est formé de cinq Taluks :
- Pathanapuram,
- Kunnathur,
- Kottarakkara,
- Karunagappally et
- Kollam.

Les langues officielles y sont le malayalam, l'anglais et le tamoul.

### Transport
Le district a vingt-deux gares et cent trente-deux kilomètres de voies ferrées, il est desservi par les autoroutes 47, 220 et 744. Les villes de Kollam et Alleppey sont reliées par un service fluvial régulier.

### Article lié
- Liste des districts du Kerala